# إلنورا (ألبرتا)
إلنورا (بالإنجليزية: Elnora, Alberta)‏ هي قرية تقع في كندا في ألبرتا. يقدر عدد سكانها بـ 313 نسمة ومساحتها 1.48 كم2 وترتفع عن سطح البحر 935 متر.